# Fra Diavolo (Oper)
Fra Diavolo ou L’hôtellerie de Terracine (deutscher Titel: Fra Diavolo oder Das Gasthaus zu Terracina) ist eine Opéra-comique (mit gesprochenen Dialogen zwischen den einzelnen Musiknummern) in drei Akten von Daniel-François-Esprit Auber. Das Libretto verfasste Eugène Scribe. Die Uraufführung fand am 28. Januar 1830 in der Salle Ventadour der Opéra-Comique in Paris statt.

## Handlung

### Ort und Zeit
Die Oper spielt Anfang des 19. Jahrhunderts bei Terracina, einem Ort in Italien, und im naheliegenden Gebirge.

### Erster Akt
Im Hof des Gasthauses zu Terracina
Der junge Lorenzo, Offizier einer Dragonertruppe, hat den Auftrag erhalten, den berüchtigten Räuberhauptmann Fra Diavolo und seine Bande dingfest zu machen. Sollte ihm dies gelingen, hätte er eine hohe Belohnung zu erwarten, die ihn endlich in den Stand versetzte, erfolgreich bei Mathéo, dem Wirt des Gasthauses, um die Hand seiner Tochter Zerline anzuhalten. Mathéo will nämlich nicht, dass Zerline einen armen Soldaten heiratet. Er hat sie längst dem reichen Bauern Francesco versprochen und hofft, durch diese Heirat auch seine eigenen Finanzen sanieren zu können.
Lord Kokbourg und seine Ehefrau Paméla entsteigen einer vorgefahrenen Kutsche. Ganz aufgelöst berichten die beiden, sie seien in die Hand von Räubern geraten und ihres Schmuckes sowie wertvoller Kleidungsstücke beraubt worden. Der Lord versichert, er werde denjenigen, der ihm das geraubte Gut zurückbringe, mit 10.000 Piaster belohnen. Lorenzo ahnt sogleich, wer hinter dem Verbrechen steckt, und befiehlt seinen Soldaten aufzubrechen.
Neben dem englischen Ehepaar trifft auch noch ein sehr vornehm gekleideter Herr ein, der sich als Marquis de San Marco ausgibt. Tatsächlich ist dieser Marquis jedoch kein anderer als der Räuberhauptmann Fra Diavolo. Er liebt es, sich immer mal wieder in einer anderen Verkleidung unter die Leute zu mischen. Ganz ungeniert macht Lady Paméla Avancen. Diese ist einem Flirt mit dem gut aussehenden Fremden nicht abgeneigt, was bei ihrem Gatten rasende Eifersucht auslöst. Im Laufe des Gesprächs erfährt der „Marquis“ von der Lady, dass sie ihr geraubtes Reisegeld in verschiedene Kleidungsstücke eingenäht hat.
Zwei etwas trottelige Mönche betreten die Bildfläche. In Wirklichkeit handelt es sich um Fra Diavolos Spießgesellen Giacomo und Beppo. Sie melden ihrem Hauptmann, dass sie bei dem Überfall auf das englische Ehepaar nur etwas Schmuck und Kleidung, aber keinerlei Geld erbeuten konnten.
Huftritte künden neuen Besuch an: Der Dragonertrupp kehrt zurück. Freudig übergibt Lorenzo dem Lord seine geraubten Wertsachen und erhält dafür die ausgesetzte Belohnung. Doch damit gibt sich Lorenzo nicht zufrieden. Sein Auftrag lautet schließlich, Fra Diavolos Bande zu zerschlagen. Nachdem er die erhaltene Belohnung seiner geliebten Zerline zu treuen Händen übergeben hat, was Fra Diavolo nicht verborgen geblieben ist, macht er sich gleich wieder mit seinen Mannen auf den Weg.

### Zweiter Akt
Zerlines Schlafgemach
Fra Diavolo versteckt sich in Zerlines Schlafzimmer. Er will dort bleiben, bis Zerline schlafen gegangen ist, um ihr dann die 10.000 Piaster wieder abzunehmen. Weil Lord Kokbourg und Lady Paméla im Nebenraum ihr Quartier aufgeschlagen haben, will er anschließend das Ehepaar ein zweites Mal ausrauben. Als Zerline die Engländer in ihre Kammer führt, gibt Fra Diavolo seinen beiden Spießgesellen ein Zeichen, zu ihm zu kommen. Als Giacomo und Beppo das Schlafgemach durchs Fenster betreten haben, befiehlt er ihnen, den Raub für ihn auszuführen. Er selbst werde sich um die Engländer kümmern. Kaum hat er den Raum verlassen, naht auch schon Zerline. In aller Eile verstecken sich die beiden Ganoven hinter einem Vorhang. Beppo zückt schon sein Messer, um Zerline umzubringen. Als diese jedoch ein süßes Liedchen anstimmt, ist er ganz gerührt und kann seinen Plan nicht mehr ausführen.
Plötzlich wird energisch an die Haustür geklopft. Die Dragoner sind vorzeitig zurückgekehrt und begehren Einlass. Ein Müller, den sie unterwegs trafen, hat ihnen erklärt, die Räuberbande sei auf dem Weg nach Terracina. Fra Diavolo eilt zu seinen beiden Gefährten. Alle drei verstecken sich jetzt in Zerlines Schlafgemach. Der ungeschickte Beppo stößt einen Stuhl um, was ein lautes Geräusch verursacht, das auch den Kokbourgs im Nebenzimmer den Schlaf raubt. Der Lord will der Ursache auf den Grund gehen und eilt in Zerlines Stube. Hier trifft er mit Lorenzo zusammen, dem der Krach auch nicht entgangen ist. Fra Diavolo erkennt, dass man ihn gleich entdecken wird. Um dieser Gefahr auszuweichen, tritt er den Eindringlingen selbstbewusst entgegen und behauptet, er sei zu einem galanten Stelldichein hierher geladen worden. Lord Kokbourg verdächtigt sogleich seine Frau, und Lorenzo zweifelt an der Treue Zerlinens. Rasend vor Eifersucht fordern die sich betrogen fühlenden Männer den „Marquis“ zum Duell bei Anbruch des nächsten Tages.
Die Aufregung legt sich. Alle gehen wieder in ihre Gästezimmer – außer Fra Diavolo. Dieser schleicht sich heimlich, still und leise aus dem Haus.

### Dritter Akt
Einsiedelei in den Bergen bei Terracina
Fra Diavolo verfolgt weiter seinen Plan, die Engländer auszurauben. Seine Getreuen Beppo und Giacomo hat er zu der Einsiedelei bestellt, wo er ihnen in einem hohlen Baum eine Nachricht hinterlassen hat. Die beiden finden den Zettel und lesen den Befehl, sofort in der Einsiedelei die Glocke zu läuten, sobald die Soldaten abgezogen seien. Um sich das Warten zu verkürzen, sprechen sie übermäßig dem Weine zu.
Lorenzo erscheint, um mit dem vermeintlichen Marquis das vereinbarte Duell auszutragen. Auch Zerline kommt hinzu und muss sich von ihrem Geliebten erneut vorwerfen lassen, dass sie versucht habe, ihm untreu zu werden. Als bei Beppo und Giacomo der Alkohol zu wirken beginnt, werden sie unvorsichtig und singen das Lied, das sie am Tag zuvor von Zerline in deren Kammer abgelauscht haben. Dadurch verraten sie sich als Hintermänner Fra Diavolos. Lorenzo lässt sogleich die beiden verhaften und ihre Taschen durchsuchen. Dabei entdecken sie den Zettel mit Fra Diavolos Nachricht. Lorenzo triumphiert, sieht er doch jetzt die Gelegenheit nahen, den Räuberhauptmann aus seinem Versteck zu locken. Er zwingt Beppo, die Glocke zu läuten. Lorenzos List verfehlt ihre Wirkung nicht: Fra Diavolo tappt in die Falle und wird verhaftet.
Mathéo bewundert den Mut des Dragoneroffiziers und hat nun nichts mehr dagegen einzuwenden, ihn als Schwiegersohn zu bekommen. Auch Lord Kokbourg erkennt, dass seine Eifersucht unbegründet war.
In einer späteren Fassung der Oper gelingt es Fra Diavolo, nach seiner Gefangennahme zu fliehen. Dabei wird er von den Dragonern erschossen und stürzt in den Abgrund.

## Musik
Auber hatte beim Komponieren der Oper die leichte Hand, die hier voll ins Schwarze trifft. Viele Melodien haben Ohrwurmcharakter. Es beginnt schon bei der Ouvertüre: Nach einem kurzen Trommelwirbel entfaltet sich ein langer Marsch, bei dem sich leise und laute Töne abwechseln. Im ersten Akt dürfte Zerlines Romanze „Erblickt auf Felsenhöhen“ der musikalische Höhepunkt sein. Im zweiten Akt ist es ihre Arie „Welch ein Glück, ich atme frei“, aber auch das wiegende Lied Fra Diavolos „Als Gondolier auf leichtem Boot“ verfehlt nicht seine Wirkung.

### Orchester
Die Orchesterbesetzung der Oper umfasst die folgenden Instrumente:
- Holzbläser: zwei Flöten (2. auch Piccolo), zwei Oboen, zwei Klarinetten, zwei Fagotte
- Blechbläser: vier Hörner, zwei Trompeten, drei Posaunen
- Pauken, Schlagzeug: kleine Trommel, große Trommel, Triangel, Becken, Tamburin
- Streicher
- Bühnenmusik: vier Hörner, zwei Trompeten, zwei Posaunen, Glocke in F

## Werkgeschichte
Bei der Uraufführung am 28. Januar 1830 in der Salle Ventadour der Opéra-Comique in Paris sangen Jean-Baptiste-Marie Chollet (Fra Diavolo), Louis-Auguste Féréol (Lord Kokbourg), Marie-Julie Boulanger (Paméla), Théodore-Étienne-François Moreau-Sainti (Lorenzo), François-Louis-Ferdinand Henri (Mathéo), Zoë Prévost (Zerline), Paul Jean Fargueil (Giacomo), Noël Joseph Augustin Belnie (Beppo/Francesco) und Vincent-Charles Damoreau (Müller/Soldat).

## Adaptionen
Hal Roach und Charley Rogers verfilmten 1933 in den Hal Roach-Studios in Hollywood den Opernstoff unter Verwendung der Ouvertüre, einiger Arien und Chöre unter dem Titel The Devil’s Brother mit Stan Laurel, Oliver Hardy, Thelma Todd, Dennis King und James Finlayson. Laurel und Hardy übernehmen dabei die Rollen von Diavolos trotteligen Helfern, wobei ihre Rollen jedoch ausgebaut sind. Der Film belässt dennoch einen großen Teil der Handlung der Oper, und es wird auch mehrmals gesungen. Die Produktion kam erstmals 1957 unter dem Titel Dick und Doof – Hände hoch – oder nicht in die deutschen Kinos. Das Lexikon des internationalen Films bezeichnet den Film als „überragende Laurel-und-Hardy-Komödie“.